# Camaná (província)
Camaná é uma província do Peru localizada na região de Arequipa. Sua capital é a cidade de Camaná.

## Distritos da província
- Camaná
- José María Quimper
- Mariano Nicolás Valcarcel
- Mariscal Cáceres
- Nicolás De Pierola
- Ocoña
- Quilca
- Samuel Pastor